# Pedregal (Las Omañas)
Pedregal es una localidad española que forma parte del municipio de Las Omañas, en la provincia de León, comunidad autónoma de Castilla y León.

## Geografía

### Ubicación
| Noroeste: Las Omañas               | Norte: Mataluenga                | Noreste: Mataluenga             |
| Oeste: Villaviciosa de la Ribera   |                                  | Este: Santiago del Molinillo    |
| Suroeste Villaviciosa de la Ribera | Sur: San Román de los Caballeros | Sureste: Santiago del Molinillo |

## Demografía
Evolución de la población
| Gráfica de evolución demográfica de Pedregal entre 2000 y 2017     |
|                                                                    |
| Población de derecho (2000-2017) según el padrón municipal del INE |